# Haworthia minor
Haworthia minor là một loài thực vật có hoa trong họ Măng tây. Loài này được (Aiton) Duval mô tả khoa học đầu tiên năm 1809.